# 雷納德·杜皮·懷特
雷納德·杜皮·懷特（英語：Leonard Dupee White，1891年1月17日—1958年2月23日），美國的歷史學家，專門研究美國的公共行政。他的方法是研究以美國總統任期的分組背景下行政管理。作為該領域的創始人，懷特在歷經羅斯福政府任職之後，曾在芝加哥大學工作。

## 榮譽
- 1927年至1928年古根海姆獎。
- 1948年《The Federalists: A Study in Administrative History》獲得伍德羅·威爾遜基金會圖書獎[1]
- 1959年《The Republican Era: 1869–1901》獲得普利策历史奖[2]